# Liste der Kulturdenkmale in Wiegendorf
In der Liste der Kulturdenkmale in Wiegendorf sind alle Kulturdenkmale der thüringischen Gemeinde Wiegendorf (Landkreis Weimarer Land) und ihrer Ortsteilen aufgelistet (Stand: 26. April 2012).

## Wiegendorf
Einzeldenkmale
| Bild                                    | Bezeichnung             | Lage                                        | Datierung | Beschreibung | ID |
| --------------------------------------- | ----------------------- | ------------------------------------------- | --------- | ------------ | -- |
| weitere Bilder Fotos hochladen          | Kirche mit Kirchhof     | (Karte)                                     |           |              |    |
| Direkt Bild zu diesem Denkmal hochladen | Preußischer Meilenstein | an B 87 zwischen Umpferstedt und Wiegendorf |           |              |    |

## Schwabsdorf
Einzeldenkmal
| Bild                           | Bezeichnung | Lage    | Datierung | Beschreibung | ID |
| ------------------------------ | ----------- | ------- | --------- | ------------ | -- |
| weitere Bilder Fotos hochladen | Kirche      | (Karte) |           |              |    |

## Quelle
- Denkmalliste Landkreis Weimarer Land. (PDF; 929 kB) weimarerland.de